# Peter Bagge
Peter Christian Paul Bagge, più noto come Peter Bagge (Peekskill, 11 dicembre 1957), è uno scrittore, disegnatore, fumettista e character designer statunitense, considerato una delle figure più importanti del movimento alternativo americano. La sua opera più rilevante è Odio!, che racconta la storia di Buddy Bradley; un ragazzo non ancora adulto ma non più adolescente con problemi di relazioni sentimentali, soldi, lavoro e conoscenze imbarazzanti; nella Seattle degli anni novanta del periodo grunge.

## Biografia
Mentre iscritto alla School of Visual Arts di New York City, nel 1977, Bagge scoprì i fumetti underground, ed il lavoro di Robert Crumb, in particolare. Quella scoperta trasformai un inizialmente vago interesse per cartooning in una vera passione. Peter Bagge ha vissuto a Seattle dal 1984, insieme alla moglie Joanne, la figlia Hannah e tre gatti.

## Opere

### Inizi
Peter Bagge dopo il diploma e disparati lavori, prende seriamente in considerazione l'idea di dedicarsi alla carriera di cartonista - passione che condivide, fin da ragazzo, con il fratello Doug - iscrivendosi alla School of Visual Arts, nel 1977, e frequentandola per un anno e mezzo. Parallelamente si avvicina ai fumetti underground, e in particolar modo all'opera di Robert Crumb, sua principale fonte di ispirazione. Il primo contatto professionale di Bagge avviene, nel 1979, con John Holmstrom, il quale vorrebbe pubblicargli le strisce di Studs Kirby sulla celebre rivista Punk, ma, per ragioni economiche, il numero che avrebbe dovuto contenere il materiale non vedrà mai la luce. L'autore riesce in ogni caso a pubblicare i suoi primi lavori, di stampo umoristico, poco dopo (1980), sul mensile underground East Village Eye e su varie pubblicazioni dello stesso genere.
La prima esperienza seria avviene, nel 1980, con Comical Funnies, una rivista che rimarrà in vita per circa un anno (1981), nata grazie alla collaborazione con Holmstrom, editore da Punk. A proposito di quest'avventura editoriale Bagge disse:
(Peter Bagge)
Bagge comincia così, nuovamente, a proporre il suo lavoro a pubblicazioni di vario genere, come Screw e High Times, e a piccole e sconosciute fanzine. Dopo questa parentesi, finalmente (1981), un importante impegno, questa volta insieme al suo idolo Robert Crumb, che gli assegna la carica di editor della rivista Weirdo, fino a 1986.
(Peter Bagge)

### Neat Stuff
In quello stesso periodo (1984) Bagge si trasferisce, insieme alla moglie Joanne, a Seattle, dove inizia una nuova fase della sua carriera fumettistica. Il cartoonist entra, infatti, in contatto con la Fantagraphics di Gary Groth, che gli offre di realizzare un comic book di 32 pagine contenente solo i suoi fumetti. Nasce così, nel 1985, Neat Stuff, rivista che ha praticamente fatto conoscere Bagge al grande pubblico. Di Neat Stuff saranno pubblicati, fino al 1989, 15 numeri in seguito ristampati in quattro volumi: Junior and other losers; Studs Kirby: the voice of America; Stupid comics e infine The Bradleys.
Su Neat Stuff, Bagge riprende alcuni personaggi con i quali aveva già lavorato e ne crea di nuovi, riuscendo a realizzare storie nel complesso molto variegate e divertenti, in cui si possono riconoscere tutti i moduli narrativi e artistici tipici dell'autore. Tra questi personaggi è interessante soprattutto parlare di Junior e Studs Kirby, che lo stesso Bagge definisce come due diversi lati di sé stesso, confermando così la dimensione autobiografica del suo lavoro.

### Junior e Studs Kirby
Junior è un personaggio, che rappresenta tutto quello che Bagge odia di sé; lo possiamo definire senza dubbio asociale, solitario e, soprattutto, poco intelligente. Le potenzialità narrativa di un personaggio del genere sono veramente tante, e Bagge le ha sfruttate al meglio, riuscendo nel tentativo di evitare facili banalità e finendo col realizzare alcune delle storie più esilaranti. Ricordiamo, particolarmente, un breve racconto (visto anche in Italia sul numero zero del mitico Mensile del fumetto) in cui Junior cerca di lavorare in una gelateria, con risultati -ovviamente - disastrosi. La storia è tratta da un'esperienza dello stesso Bagge, che racconta:
(Peter Bagge)
Studs Kirby, invece, è un character totalmente diverso, che conduce un talk show radiofonico di cui ha morbosamente bisogno: infatti non ha la capacità di tenere la bocca chiusa, è un tipo che deve dire per forza quel che pensa.
Neat Stuff è anche importante per l'evoluzione artistica di Bagge, il quale, pian piano, comincia a utilizzare una linea più corposa ed efficace; il suo tratto prende consistenza, mentre alcune caratteristiche delle origini, come le bocche larghe e caricaturali, rimangono presenti. Ma dopo aver lavorato per tanti anni con gli stessi personaggi, Bagge sente la necessità di cambiare (Underground n. 2, novembre 1993), di affrontare una nuova sfida. E così, sempre per la Fantagraphics, nasce Hate, la testata che consacra definitivamente Bagge come uno dei più grandi esponenti del fumetto umoristico contemporaneo.

### Hate
Serie a fumetti incentrata sul personaggio di Buddy Bradley, creato nei primi anni ottanta insieme alla sua famiglia per una serie, The Bradleys, pubblicata su Neat Stuff. Bagge aveva inizialmente realizzato la serie come opera autobiografica ma poi si rese conto delle potenzialità del personaggio decidendo quindi di farlo diventare il protagonista di una nuova serie. Intorno a Buddy ruotano una serie di comprimari come Stinky, un tipo nullafacente, e l'enigmatico George Cecil Hamilton III, una specie di Junior afroamericano, con molte pretese intellettuali; altro personaggio di grande importanza è Lisa, la ragazza di Buddy, una vera e propria squilibrata mentale che, a causa delle sue stranezze (tipo raparsi a zero e vestirsi con un sacco di patate), ha causato molte proteste da parte del pubblico femminile della testata. A proposito di questo personaggio Bagge ha sostenuto:
(Peter Bagge)
Se su Neat Stuff le storie erano piuttosto brevi, su Hate Bagge ha l'opportunità di realizzare fumetti a più ampio respiro, che gli permettono la costruzione di trame più complesse. È il caso di Follow that dream, a giudizio di molti la storia più bella e spassosa della serie, in cui Buddy e Stinky diventano rispettivamente il manager e il cantante di un gruppo rock. La parte principale della storia si svolge nei numeri otto e nove, ma le vicissitudini di Stinky, partito insieme al resto del gruppo per una tournée californiana, ci sono raccontate anche nei numeri successivi con alcune back-up stories.

### Apocalypse Nerd
Originalmente pubblicato in inglese nel 2005, è stato tradotto dalla Magic Press e pubblicato nel 2008, con il titolo Apocalisse Ora!.
Il dittatore nordcoreano Kim Jung-Il lancia l'atomica su Seattle. E l'ingegnere informatico Perry è costretto con l'inseparabile amico Gordo a cambiare radicalmente i piani previsti per un tranquillo campeggio sulle North Cascade Mountains. Peter Bagge applica per la prima volta il suo metodo grottesco a un soggetto di matrice fantastica: e l'olocausto nucleare vissuto di sponda in Apocalypse Nerd da due sfortunati costretti a fare i conti con la brutalità, l'orrore e la follia, lascia un segno profondo. Per la valenza metaforica della critica allo stato dell'Unione e per la maestria con cui la comicità esplode in una struttura drammatica che non disdegna attimi di romanticismo spiazzante e fughe nel politicamente scorretto più imbarazzante.

### The Megalomaniacal Spider-Man
Alla fine degli anni novanta Marvel ha deciso di reclutare un gruppo di artisti e scrittori che non avrebbero normalmente scritto di supereroi, e gli diede loro libero sfogo a fare quel che volevano con i loro personaggi.
Uno di questi artisti è stato Peter Bagge e il suo fumetto Il Megalomane Uomo Ragno, il quale è stato pubblicato nel 2002. Nella sua storia Peter Parker è stanco di salvare il mondo e lascia tutto per diventare il CEO di Spiderman Inc.
Il fumetto su Spiderman è andato bene ed è stato tratteggiato un piano che proponeva a Bagge per scrivere storie su ciascuno dei personaggi chiave della Marvel.

### Incorrigible Hulk
Peter Bagge fa una parodia sul conosciuto personaggio della Marvel, dove racconta la complessa vita di Bruce Banner con il suo alter ego: L'Incorreggibile Hulk, il quale ha problemi con le donne, la dissolutezza e la distruzione.
Richiesta dalla Marvel nel anno 2003 come continuazione di The Megalomaniacal Spider-Man, è stata pubblicata e divisa in tre parti nell'anno 2009, insieme ad altri storie nella mini-serie Strange Tales di tre pubblicazioni.

### The Adventures of Batboy
Un fumetto con disegni di Bagge per il giornale Weekly World News, guidato da Batboy; una creatura metà umano e metà pipistrello creata da Dick Kulpa. Secondo la storia di Bagge, Batboy sta facendo autostop con una tipica famiglia americana dopo le dimissioni da l'arduo compito di essere presidente di Stati Uniti (e Re). Durante le sue avventure post-presidenziale, si è imbattuto in un assortimento di personaggi famosi tra cui Beyoncé e Sasquatch.
Una compilazione della storia è stata pubblicata su Hate Annual numero 6 e numero 7.

### Get It?
Get It? (in italiano Hai capito?) è un fumetto a colori, originariamente pubblicato, nel 2000, come fumetto online, appartenente alla seconda serie di The Matrix Comics, che in maniera spiritosa racconta le difficoltà di comprensione del film Matrix...

### Everybody Is Stupid Except for Me, And Other Astute Observations
Un decennio di informazione, provocazione e pezzi di cartone animato per la rivista Reason, su argomenti che vanno dalla guerra al sesso e ai politici. La narrativa satirica e le vignette di Peter Bagge che hanno contribuito provocativa mente, con pezzi di opinione in forma di fumetto, alla rivista Reason per i parecchi ultimi anni... sono state raccolte in questo volume, pubblicato nel 2009.

### Other Lives
Mondo reale e mondo virtuale: è tutto giocato fra questi due estremi l'ultimo parto di Peter Bagge.
L'autore ha deciso di dare una risposta scientifica al dilemma Cosa succede se un famoso autore di fumetti underground un po' anzi un po' tanto paranoici entra nel meraviglioso mondo dei social network.
Ce lo racconta Other Lives della DC Comics, biografia drammatica ma non seria di tre nerd cresciuteli ma non troppo alle prese con i problemi dell'era tecnologica, pubblicata nel 2010.

## Stile
Per quanto riguarda le modifiche apportate da Bagge al suo disegno, possiamo notare che in Hate il tratto si fa via via meno geometrico e più spontaneo e l'uso del contrasto tra bianchi e neri giunge a maturazione. Hate è ormai già negli anni '90 diventato un fumetto di successo, acclamato sia dal pubblico sia dalla critica specializzata: significative a questo proposito sono le cinque nomination agli Harvey Awards e le cinque candidature agli Eisner Award.

## Collaborazioni

### Martini Baton
Originariamente (1983) serializzato nel compianto Weirdo (dove era una delle caratteristiche più popolari), Martini Baton è stata una collaborazione tra Bagge (disegni) e David Carrino (scrittore).

### The Hasty Smear of My Smile...
Fumetto di quattro tavole creato con Alan Moore, pubblicato originariamente su Hate n. 30 (1998), nel quale si racconta la vita di Kool-Aid Man.

### Yeah!
Ambedue alle prese con nuovi progetti, nell'anno 1999, Peter Bagge ed Gilbert Hernández hanno deciso di unire le loro forze per dare vita a quest'albo, che ruota intorno alle disavventure di una strampalata rock band al femminile chiamata appunto "Yeah". Krazy, Honey e Woo-Woo sono tre compagne di scuola che decidono, in pieno spirito punk, di mettere in piedi una band ancora prima di essere capaci di suonare. Messe sotto contratto da Crusty, manager che intrattiene rapporti con extraterrestri, le tre s'imbarcano in una tournée intergalattica che le porta a diventare il gruppo più seguito dalle popolazioni aliene.
Le Yeah appaiono in continuazione sulla TV nazionale del pianeta Erb e tengono concerti davanti a un milione di fan su Giove. Il loro cruccio tuttavia rimane quello di essere pressoché sconosciute sul nostro pianeta, sul quale sono costrette a barcamenarsi fra rassegne musicali scolastiche e concerti promozionali di infimo livello.

### Sweatshop
Il fumetto, pubblicato nel 2003, viene guidato da Mel Bowling, uno di destra (nel senso peggiorativo del termine) fumettista con un personale di disadattati che fanno tutto il lavoro per lui (Non ha toccato la sua striscia da anni).
Come Buddy, Stinky, Lisa, e il resto della squadra della serie Hate di Bagge, i personaggi di Sweatshop sono egoisti, deliranti, paranoici, e facili di arrabbiare. Questa è una formula potenzialmente divertente, e nessuno può disegnare qualcuno lanciando un attacco di collera come Bagge. Tuttavia, questo esemplare in realtà non decolla fino a le pagine finali, quando tre dei vignettisti della sweatshop illustrano le loro versioni di quanto è successo (o le loro fantasie di ciò che è accaduto) il giorno in cui il nuovo dipendente arrivò al lavoro.
Tra le due storie principali, solo una è stata disegnata da Bagge. L'altra è stata illustrata da Stephen Destefano, il quale riesce a clonare lo stile di Bagge abbastanza bene. Se Bagge iniziasse una sweatshop propria, contrattare a Destefano sarebbe una buona idea.

## Premi
Ha vinto l'Harvey Award dell'anno 1991 nelle categorie Best New Series e Best Cartoonist (Writer/Artist) per il suo fumetto Hate.
Nel 2010 è stato nominato all'Harvey Award nella categoria Best Humor Publication per il suo fumetto Everybody Is Stupid Except for Me, and Other Astute Observations.

## Opere in Italiano
- Odio! (Bagge, Peter. 1995-1998. Bologna. Phoenix Enterprise.)
- Apocalisse Ora! (Bagge, Peter. 2008. Roma. Magic press.)
- Yeah! (Bagge, Peter e Hernandez, Gilbert. 2001. Roma. Magic press.)

## Animazione

### Murry Wilson: Rock 'N' Roll Dad
Una serie animata di quattro episodi Co-sviluppata con il comico Dana Gould, nell'anno 2001, che fictionalizza la vita di Brian Wilson (padre dei Beach Boys). Gli episodi si potevano vedere sul sito Icebox.com.

### Round Table Pizza
Peter Bagge ha fatto il character design di una serie di cinque spot televisivi per Round Table Pizza che sono stati distribuiti in onda televisiva, sulla West Coast degli Stati Uniti.

## Musica

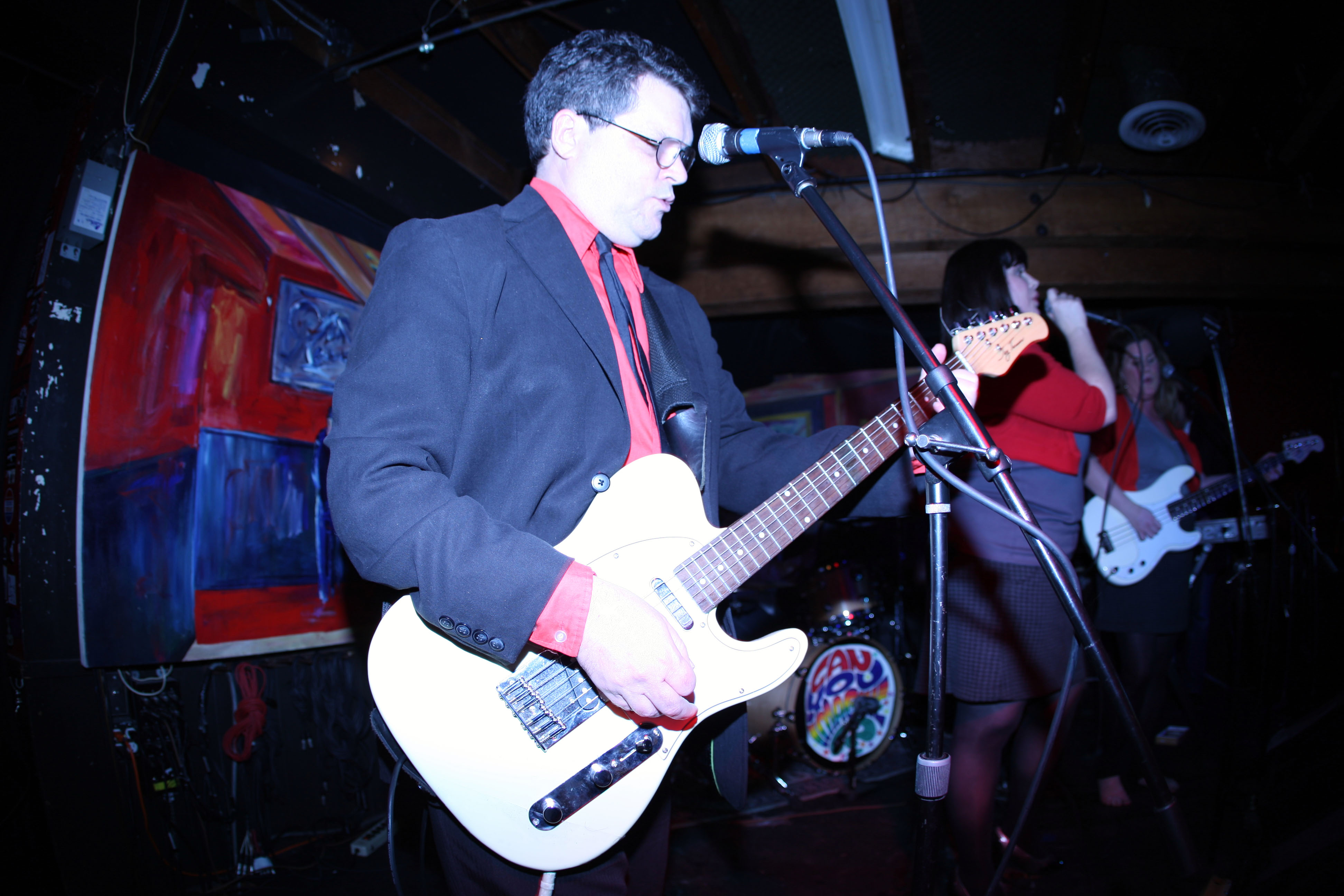
Peter Bagge mentre sta suonando con la sua band (Can You Imagine?) nella Sunset Tavern il 9 novembre 2008

### The Action Suits
Creata nel '95, la band durò attraverso vari cambi di line-up per qualche anno prima di cessare di esistere quando Andy (il bassista) si allontanò. Realizzano alcuni vinili di 45 giri nel '96. Ora, tornato Andy, hanno potuto temporaneamente registrare sufficienti nuove canzoni per riempire un album. Il cd, intitolato "The Action Suits" è uscito nel settembre del '06 da Presspop.
I componenti del gruppo sono:
- Eric Reynolds: chitarra, canto.
- Peter Bagge: batteria, qualche canto.
- Andy Schmidt: basso, canto occasionali.
- Steve Fisk: produttore, tastiere.
- Sara the Pug Dog: snoring.

Altri ex membri della band sono:
- Al Columbia (chitarra, cantante, cofondatore)
- Demian Johnston (chitarra)
- Chris Jacobs (batteria).

Tutte le copertine dei dischi sono state fatte da Bagge.

### Can You Imagine?
Nuova banda pop di Peter Bagge creata nel 2008. Ha fatto il suo concerto di debutto alla Sunset Tavern di Ballard il 9 novembre del 2008.
I componenti del gruppo sono:
- Michelle Plaitis: Voce.
- Peter Bagge: Chitarra, voce.
- Rachel Frost: Basso, voce.
- Steve Fisk: Tastiere.
- Sue Merrill: Batteria, voce.
- Spooky the Cat: Lead Zoomer.